# Hoxne
Hoxne är en by och en civil parish i Mid Suffolk i Storbritannien. Den ligger i grevskapet Suffolk och riksdelen England, i den sydöstra delen av landet, 130 km nordost om huvudstaden London. Orten har 813 invånare (2001). Den har en kyrka.
Hoxne är känt genom John Freres paleolitska fynd i byn 1797, som var de första av sitt slag i Storbritannien.